# Placówka Straży Granicznej II linii „Sępólno”
Placówka Straży Granicznej II linii „Sępólno” – jednostka organizacyjna Straży Granicznej pełniąca służbę wywiadowczą na granicy polsko-niemieckiej w okresie międzywojennym.

## Formowanie i zmiany organizacyjne
Rozporządzeniem Prezydenta Rzeczypospolitej Polskiej Ignacego Mościckiego z 22 marca 1928 roku, do ochrony północnej, zachodniej i południowej granicy państwa, a w szczególności do ich ochrony celnej, powoływano z dniem 2 kwietnia 1928 roku  Straż Graniczną.
Rozkazem nr 2 z 19 kwietnia 1928 roku w sprawie organizacji Pomorskiego Inspektoratu Okręgowego dowódca Straży Granicznej gen. bryg. Stefan Pasławski określił strukturę organizacyjną komisariatu SG „Sypniewo”. Placówka Straży Granicznej II linii „Sępólno” znalazła się w jego strukturze.
Rozkazem nr 1 z 27 marca 1936 roku  w sprawach [...] zmian w niektórych inspektoratach okręgowych, komendant Straży Granicznej płk Jan Jur-Gorzechowski wydzielił z komisariatu Straży Granicznej „Sypniewo” placówkę II linii „Sępólno” i przydzielił do komisariatu Straży Granicznej „Kamień”.

## Kierownicy/dowódcy placówki
| stopień          | imię i nazwisko | okres pełnienia służby    | kolejne stanowisko |
| ---------------- | --------------- | ------------------------- | ------------------ |
| starszy strażnik | Adam Bławat     | był I 1933 – był w 1935 – |                    |